# Вудланд (Јута)
Вудланд (енгл. Woodland) насељено је место без административног статуса у америчкој савезној држави Јута.

## Демографија
По попису из 2010. године број становника је 343, што је 8 (2,4%) становника више него 2000. године.
| Група             | 2000.       | 2010.       |
| Белци             | 319 (95,2%) | 334 (97,4%) |
| Афроамериканци    | 0 (0,0%)    | 0 (0,0%)    |
| Азијати           | 0 (0,0%)    | 1 (0,3%)    |
| Хиспаноамериканци | 11 (3,3%)   | 6 (1,7%)    |
| Укупно            | 335         | 343         |